# Dammsjön (Norrbärke socken, Dalarna, 665772-147421)
Dammsjön är en sjö i Smedjebackens kommun i Dalarna och ingår i Norrströms huvudavrinningsområde. Sjön har en area på 0,298 kvadratkilometer och ligger 185,6 meter över havet. Sjön avvattnas av vattendraget Saxån.

## Delavrinningsområde
Dammsjön ingår i det delavrinningsområde (666019-147534) som SMHI kallar för Ovan 665740-147378. Medelhöjden är 248 meter över havet och ytan är 17,06 kvadratkilometer. Det finns inga avrinningsområden uppströms utan avrinningsområdet är högsta punkten. Saxån som avvattnar avrinningsområdet har biflödesordning 5, vilket innebär att vattnet flödar genom totalt 5 vattendrag innan det når havet efter 263 kilometer. Avrinningsområdet består mestadels av skog (84 procent). Avrinningsområdet har 1,12 kvadratkilometer vattenytor vilket ger det en sjöprocent på 2 procent.